# Proselytism
Proselytism kan syfta på:
- Omvändande av troende från en religion till en annan.

- Inom kristendomen ofta nedsättande uttryck för mission till andra kristna kyrkors medlemmar.